# Митрофанов, Василий Андреевич
Василий Андреевич Митрофанов (16 (29) января 1899 года, с. Петраково, ныне Собинский район, Владимирская область — 25 августа 1970 года, Москва) — советский военный деятель, генерал-лейтенант танковых войск (27 июня 1945 года). Герой Советского Союза (29 мая 1945 года).

## Начальная биография
Василий Андреевич Митрофанов родился 16 (29) января 1899 года в селе Петраково ныне Собинского района Владимирской области в крестьянской семье.
В детстве с родителями переехал во Владимир, а после смерти отца переехал в Рязань, где в 1917 году окончил гимназию.

## Военная служба

### Гражданская войны
В сентябре 1918 года призван в ряды РККА, после чего служил красноармейцем и помощником командира взвода в составе 2-го железнодорожного полка обороны и охраны, с апреля 1919 года — переписчиком штаба в составе 313-го стрелкового полка, с сентября — писарем в составе 304-го стрелкового полка, а затем — в Управлении начальника охраны 4-го района Московско-Казанской железной дороги, с апреля 1920 года — в 607-м полевом западном госпитале, а с апреля 1921 года — красноармейцем комендантской команды 3-го отдела военного трибунала. Принимал участие в боевых действиях на Южном фронте.

### Межвоенное время
В сентябре 1921 года направлен на учёбу на 80-х пехотно-пулемётные курсы комсостава, а затем был переведён в 27-ю Иваново-Вознесенскую пехотную школу, после окончания которой в сентябре 1924 года направлен в 1-й Туркестанский стрелковый полк (Туркестанский фронт), где служил на должностях командира взвода, помощника начальника полковой школы, помощника начальника и начальника штаба полка, а в сентябре 1929 года был назначен на должность помощника начальника 1-й части штаба 1-й Туркестанской горнострелковой дивизии. Находясь на данных должностях, принимал участие в боевых действиях против басмачества. В 1926 году вступил в ряды ВКП(б).
В ноябре 1931 года назначен на должность начальника штаба 13-го горнострелкового полка.
В феврале 1933 года Митрофанов направлен на учёбу в Военную академию механизации и моторизации, после окончания которой в июне 1937 года назначен на должность начальника 2-го отделения штаба 5-го механизированного корпуса (Белорусский военный округ), в октябре 1938 года — на должность начальника 1-го отделения штаба 5-го танкового корпуса, после чего принимал участие в ходе похода в Западную Белоруссию.
В декабре 1939 года направлен на учёбу в Академию Генштаба РККА.

### Великая Отечественная война
С началом войны Митрофанов направлен в распоряжение главнокомандующего войсками Северо-Западного направления и в сентябре назначен на должность начальника Автобронетанковыми войсками 55-й армии (Ленинградский фронт), а в феврале 1942 года — на должность начальника штаба 12-го танкового корпуса. В период с 30 декабря 1942 по 16 января 1943 года исполнял должность командира этого же корпуса, который вскоре принимал участие в боевых действиях в ходе Острогожско-Россошанской наступательной, Харьковской наступательной и оборонительной операций.
В мае 1943 года назначен на должность начальника штаба 3-й гвардейской танковой армии, которая принимала участие в боевых действиях в Орловской наступательной операции, битве за Днепр, Киевской наступательной, Киевской оборонительной, Житомирско-Бердичевской и Проскуровско-Черновицкой наступательных операциях. В мае 1944 года назначен на должность заместителя командующего этой же армией, а в июле того же года — на должность командира 7-го гвардейского танкового корпуса, который вскоре принимал участие в ходе Львовско-Сандомирской наступательной операции, а также в освобождении городов Городок и Львов и боевых действиях на Сандомирском плацдарме. За проявленные в этих боях личным составом мужество и мастерство корпус был награждён орденом Суворова 2 степени.
В январе 1945 года назначен на должность командира 6-го гвардейского танкового корпуса, который принимал участие в боевых действиях в ходе Сандомирско-Силезской, Берлинской наступательных операций и в разгроме дрезденской группировки противника, а затем в Пражской наступательной операции.
Указом Президиума Верховного Совета СССР от 29 мая 1945 года за умелое руководство частями корпуса и проявленные при этом отвагу и мужество гвардии генерал-майору танковых войск Василию Андреевичу Митрофанову присвоено звание Героя Советского Союза с вручением ордена Ленина и медали «Золотая Звезда» (№ 7312).

### Послевоенная карьера

Могила Митрофанова на Новодевичьем кладбище Москвы.

После окончания войны находился на прежней должности.
В мае 1946 года был назначен на должность заместителя командующего 3-й гвардейской танковой армией (Центральная группа войск), в феврале 1947 года — на должность командира 3-й гвардейской танковой дивизии в составе Группы советских войск в Германии, в мае 1950 года — на должность командующего бронетанковыми и механизированными войсками Ленинградского военного округа, в январе 1953 года — на должность начальника Управления боевой подготовки бронетанковых и механизированных войск Советской Армии, в январе 1954 года — на должность начальника Управления вузов и учебных частей бронетанковых войск, а в июне 1956 года — на должность старшего военного советника командующего бронетанковых войск Национальной народной армии ГДР.
Генерал-лейтенант танковых войск Василий Андреевич Митрофанов в марте 1959 года вышел в отставку. Умер 25 августа 1970 года в Москве. Похоронен на Новодевичьем кладбище.

## Награды
- Медаль «Золотая Звезда»;
- Три ордена Ленина;
- Четыре орден Красного Знамени;
- Орден Суворова 1 и 2 степеней;
- Орден Богдана Хмельницкого 2 степени;
- Медали;

- Два ордена «Военный крест 1939 года» (Чехословакия);
- Орден Virtuti Militari (Польша);
- Орден «Крест Грюнвальда» (Польша);
- Медаль «Победы и Свободы» (Польша);
- Медаль «За Одру, Нису и Балтику» (Польша);
- Другие ордена и медали.

## Память
- Имя воина увековечено в Главном Храме Вооружённых сил России и на мемориале «Дорога памяти»[1].